# Europarlamentari della Germania della VI legislatura
Gli europarlamentari della Germania della VI legislatura, eletti in occasione delle elezioni europee del 2004, sono stati i seguenti.

## Composizione storica
| Europarlamentare                       | Lista                                    | Gruppo    |
| -------------------------------------- | ---------------------------------------- | --------- |
| Alexander Alvaro                       | Partito Liberale Democratico             | ALDE      |
| Angelika Beer                          | Alleanza 90/I Verdi                      | Verdi/ALE |
| Rolf Berend                            | Unione Cristiano-Democratica di Germania | PPE-DE    |
| Reimer Böge                            | Unione Cristiano-Democratica di Germania | PPE-DE    |
| Hiltrud Breyer                         | Alleanza 90/I Verdi                      | Verdi/ALE |
| André Brie                             | Partito del Socialismo Democratico       | GUE/NGL   |
| Elmar Brok                             | Unione Cristiano-Democratica di Germania | PPE-DE    |
| Udo Bullmann                           | Partito Socialdemocratico di Germania    | PSE       |
| Daniel Caspary                         | Unione Cristiano-Democratica di Germania | PPE-DE    |
| Jorgo Chatzimarkakis                   | Partito Liberale Democratico             | ALDE      |
| Daniel Cohn-Bendit                     | Alleanza 90/I Verdi                      | Verdi/ALE |
| Michael Cramer                         | Alleanza 90/I Verdi                      | Verdi/ALE |
| Albert Dess                            | Unione Cristiano-Sociale in Baviera      | PPE-DE    |
| Garrelt Duin                           | Partito Socialdemocratico di Germania    | PSE       |
| Christian Ehler                        | Unione Cristiano-Democratica di Germania | PPE-DE    |
| Markus Ferber                          | Unione Cristiano-Sociale in Baviera      | PPE-DE    |
| Karl-Heinz Florenz                     | Unione Cristiano-Democratica di Germania | PPE-DE    |
| Ingo Friedrich                         | Unione Cristiano-Sociale in Baviera      | PPE-DE    |
| Michael Gahler                         | Unione Cristiano-Democratica di Germania | PPE-DE    |
| Evelyne Gebhardt                       | Partito Socialdemocratico di Germania    | PSE       |
| Norbert Glante                         | Partito Socialdemocratico di Germania    | PSE       |
| Lutz Goepel                            | Unione Cristiano-Democratica di Germania | PPE-DE    |
| Alfred Gomolka                         | Unione Cristiano-Democratica di Germania | PPE-DE    |
| Friedrich-Wilhelm Graefe Zu Baringdorf | Alleanza 90/I Verdi                      | Verdi/ALE |
| Ingeborg Grässle                       | Unione Cristiano-Democratica di Germania | PPE-DE    |
| Lissy Gröner                           | Partito Socialdemocratico di Germania    | PSE       |
| Klaus Hänsch                           | Partito Socialdemocratico di Germania    | PSE       |
| Rebecca Harms                          | Alleanza 90/I Verdi                      | Verdi/ALE |
| Jutta Haug                             | Partito Socialdemocratico di Germania    | PSE       |
| Ruth Hieronymi                         | Unione Cristiano-Democratica di Germania | PPE-DE    |
| Karsten Friedrich Hoppenstedt          | Unione Cristiano-Democratica di Germania | PPE-DE    |
| Milan Horáček                          | Alleanza 90/I Verdi                      | Verdi/ALE |
| Georg Jarzembowski                     | Unione Cristiano-Democratica di Germania | PPE-DE    |
| Elisabeth Jeggle                       | Unione Cristiano-Democratica di Germania | PPE-DE    |
| Karin Jöns                             | Partito Socialdemocratico di Germania    | PSE       |
| Gisela Kallenbach                      | Alleanza 90/I Verdi                      | Verdi/ALE |
| Sylvia-Yvonne Kaufmann                 | Partito del Socialismo Democratico       | GUE/NGL   |
| Heinz Kindermann                       | Partito Socialdemocratico di Germania    | PSE       |
| Ewa Klamt                              | Unione Cristiano-Democratica di Germania | PPE-DE    |
| Christa Klass                          | Unione Cristiano-Democratica di Germania | PPE-DE    |
| Wolf Klinz                             | Partito Liberale Democratico             | ALDE      |
| Dieter-Lebrecht Koch                   | Unione Cristiano-Democratica di Germania | PPE-DE    |
| Silvana Koch-Mehrin                    | Partito Liberale Democratico             | ALDE      |
| Christoph Konrad                       | Unione Cristiano-Democratica di Germania | PPE-DE    |
| Holger Krahmer                         | Partito Liberale Democratico             | ALDE      |
| Constanze Krehl                        | Partito Socialdemocratico di Germania    | PSE       |
| Wolfgang Kreissl-Dörfler               | Partito Socialdemocratico di Germania    | PSE       |
| Helmut Kuhne                           | Partito Socialdemocratico di Germania    | PSE       |
| Alexander Graf Lambsdorff              | Partito Liberale Democratico             | ALDE      |
| Werner Langen                          | Unione Cristiano-Democratica di Germania | PPE-DE    |
| Armin Laschet                          | Unione Cristiano-Democratica di Germania | PPE-DE    |
| Kurt Joachim Lauk                      | Unione Cristiano-Democratica di Germania | PPE-DE    |
| Kurt Lechner                           | Unione Cristiano-Democratica di Germania | PPE-DE    |
| Klaus-Heiner Lehne                     | Unione Cristiano-Democratica di Germania | PPE-DE    |
| Jo Leinen                              | Partito Socialdemocratico di Germania    | PSE       |
| Peter Liese                            | Unione Cristiano-Democratica di Germania | PPE-DE    |
| Erika Mann                             | Partito Socialdemocratico di Germania    | PSE       |
| Thomas Mann                            | Unione Cristiano-Democratica di Germania | PPE-DE    |
| Helmuth Markov                         | Partito del Socialismo Democratico       | GUE/NGL   |
| Hans-Peter Mayer                       | Unione Cristiano-Democratica di Germania | PPE-DE    |
| Hartmut Nassauer                       | Unione Cristiano-Democratica di Germania | PPE-DE    |
| Angelika Niebler                       | Unione Cristiano-Sociale in Baviera      | PPE-DE    |
| Vural Öger                             | Partito Socialdemocratico di Germania    | PSE       |
| Cem Özdemir                            | Alleanza 90/I Verdi                      | Verdi/ALE |
| Doris Pack                             | Unione Cristiano-Democratica di Germania | PPE-DE    |
| Tobias Pflüger                         | Partito del Socialismo Democratico       | GUE/NGL   |
| Willi Piecyk                           | Partito Socialdemocratico di Germania    | PSE       |
| Markus Pieper                          | Unione Cristiano-Democratica di Germania | PPE-DE    |
| Bernd Posselt                          | Unione Cristiano-Sociale in Baviera      | PPE-DE    |
| Hans-Gert Pöttering                    | Unione Cristiano-Democratica di Germania | PPE-DE    |
| Godelieve Quisthoudt-Rowohl            | Unione Cristiano-Democratica di Germania | PPE-DE    |
| Alexander Radwan                       | Unione Cristiano-Sociale in Baviera      | PPE-DE    |
| Bernhard Rapkay                        | Partito Socialdemocratico di Germania    | PSE       |
| Herbert Reul                           | Unione Cristiano-Democratica di Germania | PPE-DE    |
| Dagmar Roth-Behrendt                   | Partito Socialdemocratico di Germania    | PSE       |
| Mechtild Rothe                         | Partito Socialdemocratico di Germania    | PSE       |
| Heide Rühle                            | Alleanza 90/I Verdi                      | Verdi/ALE |
| Frithjof Schmidt                       | Alleanza 90/I Verdi                      | Verdi/ALE |
| Ingo Schmitt                           | Unione Cristiano-Democratica di Germania | PPE-DE    |
| Horst Schnellhardt                     | Unione Cristiano-Democratica di Germania | PPE-DE    |
| Jürgen Schröder                        | Unione Cristiano-Democratica di Germania | PPE-DE    |
| Elisabeth Schroedter                   | Alleanza 90/I Verdi                      | Verdi/ALE |
| Martin Schulz                          | Partito Socialdemocratico di Germania    | PSE       |
| Willem Schuth                          | Partito Liberale Democratico             | ALDE      |
| Andreas Schwab                         | Unione Cristiano-Democratica di Germania | PPE-DE    |
| Renate Sommer                          | Unione Cristiano-Democratica di Germania | PPE-DE    |
| Ulrich Stockmann                       | Partito Socialdemocratico di Germania    | PSE       |
| Helga Trüpel                           | Alleanza 90/I Verdi                      | Verdi/ALE |
| Feleknas Uca                           | Partito del Socialismo Democratico       | GUE/NGL   |
| Thomas Ulmer                           | Unione Cristiano-Democratica di Germania | PPE-DE    |
| Karl Von Wogau                         | Unione Cristiano-Democratica di Germania | PPE-DE    |
| Sahra Wagenknecht                      | Partito del Socialismo Democratico       | GUE/NGL   |
| Ralf Walter                            | Partito Socialdemocratico di Germania    | PSE       |
| Manfred Weber                          | Unione Cristiano-Sociale in Baviera      | PPE-DE    |
| Barbara Weiler                         | Partito Socialdemocratico di Germania    | PSE       |
| Anja Weisgerber                        | Unione Cristiano-Sociale in Baviera      | PPE-DE    |
| Rainer Wieland                         | Unione Cristiano-Democratica di Germania | PPE-DE    |
| Joachim Wuermeling                     | Unione Cristiano-Sociale in Baviera      | PPE-DE    |
| Gabriele Zimmer                        | Partito del Socialismo Democratico       | GUE/NGL   |

## Modifiche intervenute

### Unione Cristiano-Democratica di Germania
- In data 06.07.2005 a Armin Laschet subentra Jürgen Zimmerling.
- In data 24.10.2005 a Jürgen Zimmerling subentra Horst Posdorf.
- In data 27.10.2005 a Ingo Schmitt subentra Roland Gewalt.

### Partito Socialdemocratico di Germania
- In data 26.10.2005 a Garrelt Duin subentra Matthias Groote.
- In data 29.08.2008 a Willi Piecyk subentra Ulrike Rodust.

### Unione Cristiano-Sociale in Baviera
- In data 18.01.2006 a Joachim Wuermeling subentra Gabriele Stauner.
- In data 04.12.2008 a Alexander Radwan subentra Martin Kastler.